# Héctor Horeau
Héctor Horeau (Versalles, 4 de octubre de 1801 - París, 21 de agosto de 1872) fue un arquitecto y egiptólogo francés.
Estudió en la École des Beaux-Arts de París y realizó diversos viajes de estudios por Italia y Grecia. Como arquitecto es conocido por las investigaciones realizadas sobre las aplicaciones del hierro y el vidrio en la arquitectura. Estos conocimientos le hicieron ser uno de los más solicitados en el diseño de estructuras de hierro, tal y como mercados de abastos, palacios de cristal e invernaderos. Entre sus obras se encuentran algunos mercados de Halles de París (1845). En 1862 durante la Exposición Universal de Londres fue premiado por el diseño de un Mercado.  En 1837 realiza un viaje a Egipto del que llegó a publicar en 1841 un libro recopilatorio de grabados realizadas por el mismo titulado Panorama d’Égypte et de Nubie. Realizó trabajos de diseño de mercados de abastos en Madrid siendo uno de los consejeros, junto con el francés Émile Trélat, en el diseño del antiguo Mercado de la Cebada.